# Rapale
 Rapale  là một xã ở tỉnh Haute-Corse trên đảo Corse, Pháp. Xã này có diện tích 10,16 km², dân số năm 1999 là 131 người. Khu vực này có độ cao trung bình 400 mét trên mực nước biển.